# Кунин (Рівненський район)
Куни́н — село в Україні, у Рівненському районі Рівненської області. Село знаходиться за 30 км на південний захід від Рівного і за 15 км на південний захід від колишнього районного центру м. Здолбунів. Герб села є промовистим.

## Назва
Існує легенда про походження назви села, згідно якої в давнину в цій місцевості водилося багато куниць.

## Історія
Кунин — одне з найдревніших поселень Волинської землі. Тут виявлено сліди осель кам'яної доби. Протягом століть були періоди розквіту та тотальних руйнувань. Про значну розвиненість та залюдненість території свідчать археологічні знахідки. Серед них — вироби шнуркової кераміки, рештки зброї, знарядь побуту, прикраси та грошові одиниці. Найбільший ореол складають знахідки періоду Римської імперії та козацької доби.
Перші непрямі документальні згадки засвідчують про те, що ще в далекому 1136 році неподалік Дубенського шляху розташовувалися декілька поселень (ймовірно Кунин, Коршів та Уїздці) із власним православним храмом (адже саме сюди на службу був направлений дяк з Новгорода).
Західним походом монголів в 1236—1242 рр. наша земля була спустошена. Населення та інфраструктура були знищені.
Однак поселення знову відродилося. З'явилися перші описи села, яке на той час підпорядковувалося Великому князівстві Литовському і перебувало у власності маршала Волинського і старости Луцького Олізара Шиловича. У Грамоті від 11 листопада 1487 року читаємо наступне: Казимир IV Ягеллончик, король польский и Великий князь Литовский позволяет княгине Федьке (Феодосии) Шилович, жене умершего Олизара Шиловича старостві Луцкого и маршалка вольїнской земли, записать своє имение — Любчо по своей смерти, кому она пожелает из своих родньїх и навсегда освобождает зто имение от воловщиньї; причем здесь сказано, что муж ее, Шилович, даровал и записал ей «ймення свои на имя Здолбицу, Кунин…»"
Наступна згадка датується 1497 роком. Князь Констянтин Острозький отримав від великого князя Литовського Олександра маєтки, серед яких — Кунин.
З 1542 року територія населеного пункту знаходилася у володінні Дерманського монастиря. І село Кунин згадується у звітах як монастирський маєток. У різні історичні періоди село належало князям Острозьким, Заславським, Любомирським.
Населення постійно страждало і від нападів жителів сусіднього села Спасів, ворожнеча з яким сягала древніх часів, про що свідчать архівні документи та навіть судові справи 1575 року. На той час управителем Дерманського монастиря і всіх його земель (серед яких — с. Кунин) був друкар Іван Федоров (або як він сам себе називав — Іван Федорович Москвитин). Щовесни ворогуючі села нападали одне на одне і відбирали спірні поля. У історичних документах ці події трактуються так: «кидаючи бойовий клич і озброюючись хто чим може селяни сходилися в кровопролитній сутичці». А в осінню пору скривджені старалися першими зібрати з тих земель урожай. Перемир'я тривало лише влітку. Окрім того крали або спалювали сіно, забирали гроші і т. д. Іван Федоров був змушений втрутитися і навіть відвідував суди, за рішенням яких відшкодовував збитки через завдану кунинцями шкоду.
За село у 1583 році брали плату від 20 димів, 10 городів, а 1629 року вже від 106 димів, що свідчить про розквіт села у цей період.
Велика роль у розбудові населеного пункту належить козакам. Вони здавна несли сторожову варту у Кунинських замках та проживали тут сім'ями. У пам'яті старожилів збереглися свідчення, що відступаючи 1651 року після поразки під Берестечком, козацька армія під проводом Івана Богуна розташувалася на території села, зайнявши оборонні позиції. Події українсько-польської війни після Битви під Берестечком, на жаль, мало висвітлені у історичних документах, однак документально підтверджено різке зниження кількості населення. Ще у 1642 році брали плату за 106 димів, а у 1649 році — вже за 55 димів; 1650 році — за 53, 1651 році — за 30.
1653 рік був найбільш трагічним для кунинців, залишилося лише 10 димів. У цей період наш край страждав від турецько-татарських нападів. Збереглося безліч легенд і переказів, які відносять нас до тих часів. Ординці спалювали житла та навіть ліс; всіх, хто чинив найменший опір — вбивали, а полонених продавали на невільничому ринку; село було вщент зруйноване. Пам'ять людей зберігає оповіді героїчної оборони села, коли «із замку качали колоди на татар». Але їх було надто багато і доведені до відчаю селяни, сховавшись у лісі, почали просити допомоги у Діви Марії. Небесна заступниця з'явилася і захистила їх від загарбників. Наступило десятиліття відносного спокою, однак це тривало не довго.
У документальних згадках йдеться про морову пошесть 1667 року, якою було знищено ¾ населення села (із 47 садиб вижило лиш 13). До 1672 року село відродилося, і вже нараховувало 55 дворів.
Згодом територіальна громада за власні кошти збудувала церкву Святого великомученика й чудотворця Георгія із дзвіницею, яку освятили 1746 року. Знову село почало розвиватися.
Як адміністративно-територіальна одиниця село Кунин (з 1795 року) належало до Мізоцької волості Дубенського повіту Волинської губернії. Кунин вважався одним із основних поселень Мізоцької волості. Описувався так: колишнє державне і власницьке село при ключах, 577 осіб, 76 дворів, православна церква, 2 постоялих будинки.
Георгіївська церква мала у своєму володінні землі. До неї буда приписана Дмитрівська церква с. Уїздці, утримувала школи — по одній в с. Кунин і с. Коршів і дві у с. Уїздці.
За даними 1889 року «с. Кунин при ключах волости Мизочской» мало 88 дворів, 680 мешканців, церковно-приходську школу, корчму, смолярні, вітряк. В кінці ХІХ ст. в селі вже було 129 дворів і 749 жителів.
У 1918—1939 рр. село належить до Мізоцької гміни Волинського воєводства Речі Посполитої Польської. Після Радянської анексії західноукраїнських земель 1939 року Мізоцька гміна увійшла у новостворений Мізоцький район Рівненської області, а у 1925—1940 рр. належить до Здолбунівського повіту, адже 1 січня 1925 р. з Дубенського повіту вилучено ґміну Мізоч і включено до Здолбунівського повіту. У 1940—1959 рр. Кунин належить до Мізоцького району Ровенської області Української РСР. Подальша адміністративна приналежність змінюється указом Президії Верховної Ради Української РСР від 21 січня 1959-го «Про ліквідацію деяких районів Рівненської області» ліквідовуються 11 районів Ровенської області, серед яких Мізоцький район. Його територія включена до складу Здолбунівського. А з 1991 року — частина держави Україна, Рівненської області, Здолбунівського району.
Село Кунин було ареною війн, які точилися протягом століть, населення пережило тягар полонів, рабства, періоди окупації, вислання та репресій. Однак, ця земля і нині заворожує мальовничою красою природи та незламністю духу людей. Саме тут відчувається переплетіння віх прадавньої історії і сучасності.

## Населення
Згідно з переписом УРСР 1989 року чисельність наявного населення села становила 924 особи, з яких 430 чоловіків та 494 жінки.
За переписом населення України 2001 року в селі мешкали 854 особи.

### Мова
Розподіл населення за рідною мовою за даними перепису 2001 року:
| Мова       | Чисельність | Відсоток |
| ---------- | ----------- | -------- |
| українська | 861         | 98,97%   |
| російська  | 8           | 0,92%    |
| румунська  | 1           | 0,11%    |
| Усього     | 870         | 100%     |

## Кунинська топоніміка
ДАВНІ НАЗВИ РІЗНИХ МІСЦЬ КУНИНА ТА ЙОГО ОКОЛИЦЬ
1.  Висока гора – назва гори від Тами і до дороги на Дермань.
2.  Вовча гірка — місце між Садом і Кривулями.  Заліснена висота, де, кажуть, були вовчі зграї, що нападали на людей і тварин.
3.  Водомиї — місце, вимите стічними водами від озера (на Комарівці) до теперішньої ферми і через дорогу до річки Піщанки.
4.  Гора Казьонщина – гора від дороги на Дермань і до Замку.
5.  Десятини — культивовані ґрунти неподалік урочища Підгора з наділами площею в одну десятину (1,09 га)
6.  Дзендзелівка — забудова, де першим поселенцем був селянин Дзендзель. За іншою версією — ця назва від того, що тут збирали дзендзелію, тобто золототисячник (центурію).
7.  До лугу — землі  на захід від села у напрямку Підспасова, де був луг.
8.  Додатки — нові (додаткові) наділи землі, що були на початку Дзендзелівки.
9.  Долющина –  земля в нерівній долині серед камінних глиб.
10.  Дроздівка — одна з гір Високої гори, що належала селянинові Дроздові.
11.  Жорносики — глибокий яр ліворуч від Тами в сторону Високої гори.
12.  За вітряком — місце на перетині дороги з Кіззя і дороги на Дермань, де поворот на Залісся. Там стояв колись вітряк і тартак.
13.  Заміни — низинно-яристі поля, отримані «взамін» інших.
14.  Замок — стародавні мури городища Х-ХІ ст.
15.  Казьонщина — давня територія села на колишній державній («казьонній») землі.
16.  Кіззя – хутір на горі біля однойменного урочища, де в  давнину випасали кіз.  За іншою  версією, тут першим осів селянин Кізь.
17.  Коло Тами — поле біля струмкових шлюзів («там»);
18.  Комарівка — одне з найраніших поселень біля озера, яке спочатку іменувалося селом. Кажуть, тут першим осів Комар. Згодом Комарівка з'єдналася з Кунином, жителі якого спочатку жили на горі, і стала його вулицею.
19.  Корчмисько –  місце, де колись стояла корчма, а згодом був медпункт і магазин.
20.  Кривулі – яр, що йде від Саду в сторону Залісся. Тут колись була криничка. У 50 — х рр. минулого століття в цьому місці геологічна експедиція знайшла поклади бурого кам'яного вугілля.
21.  Манилова гора — найвища вершина Високої гори, що належала селянину Манилові. На початку 60-х рр. минулого століття засаджена лісом.
22.  Матня — верхня частина Комарівської вулиці за формою «матні» (частини штанів, де сходяться холоші). 
23.  Морозикове поле — рівнина за Вовчою гіркою у напрямку Залісся.
24.  Морозикові рови — перший яр праворуч, як іти до Тами.
25.  Обрізки — землі на Дзендзілівці.
26.  Окопи, Окописько, Кладбисько  – місце, де колись були військові насипи (окопи), а згодом там  закопували мертвих тварин.
27.  Підгора — забудоване пониззя біля Високої гори.
28.  Підспасів — поселення  у напрямку села Спасів.
29.  Підуїздеччина (Підвіздеччина) — поселення, що під селом Уїздці;
30.  Плесо — місце, що одержало назву від слова «плесо» (заливний луг).
31.  Потвщина — поле на місці корчунку, яке належало священику, церкві (землі навколо церкви, де зараз забудови).
32.  Сад — полога заліснена гора від Замку до Казьонського лісу. Тут колись був розкішний сад, стояла хата і криниця. 
33.  Тама — загата на річці Піщанці, що була там ще із XVII століття.
34.  Ярище — улоговина в зарослях чагарників, іменована колись Яр-долина. Місце майже від дороги (за школою) до Підспасова.
Нині в Кунині є такі вулиці:
- Гора,
- Казьонщина,
- Підгора,
- Травнева,
- Плесо,
- Дзіндзілівка,
- Нова,
- Річка,
- Шкільна,
- Підспасів,
- Комарівка 1 та 2

## Релігія
ДЖЕРЕЛО «СВЯТКА»  –  ДУХОВНЯ СВЯТИНЯ СЕЛА КУНИН
Одного разу, коли полонені люди були доведені до відчаю нелюдським ставленням до них бусурман, почали молитися до Божої Матері. Вони просили Божу Матір, щоб вона захистила їх від того гніту, який їм доводилось терпіти. І, звичайно, допомога Заступниці Небесної не забарилась. Люди побачили явлення Божої Матері. І в тих місцях, де знаходились ординці, земля розійшлася й поглинула в себе бусурманів.  Образ Божої Матері почав віддалятися і люди з молитвами послідували за ним. На місці зникнення образу забило джерельце, яке й до сьогодні нагадує нам про ті далекі часи.
АРХІТЕКТУРНА ПАМ'ЯТКА МІСЦЕВОГО ЗНАЧЕННЯ — ГЕОРГІЇВСЬКА ЦЕРКВА 1746 РОКУ
Церква Святого Великомученика і Чудотворця Георгія побудована у стилі бароко і має всі ознаки історико-мистецьких особливостей храмової архітектури Волині XVIII століття. Завдяки вдалому розташуванню на схилі річки Піщанка, храм разом з двоярусною дзвіницею становить один з найкращих ансамблів дерев'яної архітектури  Рівненщини і входить до списку пам'яток місцевого значення.
Через те, що громада не мала великих коштів на будівництво, фундамент храму заклали кам'яний, а саму будівлю звели з якісного та відповідним способом підготовленого дерева.
Це єдина церква в окрузі із трьома верхами (символ Святої Трійці). Вона збудована у вигляді корабля, обшальована поздовжніми дошками у волинському стилі. Складається з прямокутної нави і бабинця, п'ятигранної апсиди, послідовно розташованих з заходу на схід. До західного і південного фасадів прибудовані  притвори. Найбільшу історико-архітектурну  цінність становить перекриття нави, утворене невисоким зрубним восьмериком на чотирьох вітрилах і купольним зрубним склепінням. Композиційним акцентом нави є два гарно окреслені фігурні віконця на північній та південній гранях восьмерика. Розпис храму та трьохярусного іконостасу виконали художники Жовківської та Львівської живописної школи.
 ЦЕРКВА СВЯТОГО ВЕЛИКОМУЧЕНИКА І ЧУДОТВОРЦЯ ГЕОРГІЯ   1995 РОКУ
Новий храм Святого Великомученика і  Чудотворця Георгія із дзвіницею був закладений 23 червня 1991 року поруч із дерев'яною церквою.
Будівля зведена з каменю та цегли на кошти громади села.
Храм має п'ять куполів — один великий центральний і чотири менші з боків — це символ Христа і  чотирьох євангелістів.
Екстер'єр будівлі включає різноманітні елементи готики, східних архітектурних традицій, синтез яких дослідники називають «неоросійським стилем». Фасад храму і зовнішній декор куполів із золотими зорями на синьому тлі доповнюють архітектурну композицію, яка вражає своєю величчю і красою.
У 1995 році художниками з м. Рівне та м. Луцьк проведено розпис храму. Освячений храм 31 серпня 1995 року.
У храмі оновилися низка ікон. Серед них: спускна ікона Почаївської Божої Матері (яка спочатку почала переливатися різними кольорами, а згодом повністю оновилася) та лик Святого Георгія Побідоносця на іконі, що вміщена над вхідними дверима храму.
ХРЕСТИ-ОБЕРЕГИ СЕЛА КУНИН
На території села Кунин здавна розміщувалися придорожні хрести (в народі –"фігури"), встановлені на постаменті («голгофі»). Обереги використовувалися нашими предками для захисту від негативного впливу.  Кожен хрест воконує свою функцію — деякі з них стоять при в'їзді в село і захищають населений пункт від зовнішніх загроз, інші ж — розміщені на перехрестях в межах села, як оберіг для жителів вулиць та подорожніх. Символічними є і  інструменти, що знаходяться на хрестах: драбинка, пласкогубці, молоток, списи, цвяхи, — вони нагадують людям про розп'яття Ісуса Христа.
У 1960-х роках всі хрести в межах села були знищені і лише в останні десятиліття жителями відновлені деякі з них та встановлені нові. Нині обереги стоять при в'їзді в село із Дерманського та Здолбунівського напрямів, перехресті вулиць Комарівка і Травнева; вулиць Казьонщина, Підгора і дороги з вулиці Нова до вулиці Гора; вулиць Підспасів і Шкільна.
Хрести-обереги допомагають людям зцілюватися від хвороб, благополучно повернутися додому з далекої дороги чи військової служби, вийти заміж (одружитися), завагітніти, саме тому їх завішують рушниками, яскравими стрічками. Це дари від тих, хто просить допомоги або чиє бажання вже здійснилося.
За припущенням історика Ігоря Тесленка Кунин в другій половині XVI — на початку XVII століття входив до приходу села Гольче Острозької волості.

## Відомі люди
- Цісик Олег Омелянович — діяч ОУН, двічі Лицар Бронзового Хреста Заслуги. Загинув у селі.